# V Amphibious Corps
Il V Amphibious Corps (in sigla VAC) fu un corpo d'armata degli Stati Uniti d'America durante il periodo della seconda guerra mondiale, composto di truppe dello United States Marine Corps e dello United States Army e specializzato nelle operazioni di guerra anfibia.
Il corpo fu attivato il 25 agosto 1943 agli ordini del generale Holland Smith riunendo i principali assetti offensivi terrestri assegnati al teatro operativo del Pacifico centrale contro l'Impero giapponese, sotto l'egida del comando delle Pacific Ocean Areas; in questa veste il VAC diresse le operazioni terrestri nel corso della campagna delle isole Gilbert e Marshall tra il novembre 1943 e il febbraio 1944. In seguito, nel giugno-luglio 1944 il corpo d'armata partecipò alle operazioni anfibie nell'ambito della campagna delle isole Marianne e Palau, per poi, agli ordini del nuovo comandante generale Harry Schmidt, dirigere gli scontri della battaglia di Iwo Jima nel febbraio-marzo 1945.
Selezionato per partecipare alla progettata invasione anfibia dell'arcipelago giapponese, la capitolazione dei giapponesi nell'agosto 1945 rese non necessaria questa operazione e il VAC svolse quindi compiti di occupazione pacifica nello stesso Giappone; il comando del corpo d'armata fu quindi disattivato e sciolto il 15 febbraio 1946.

## Storia

### Creazione

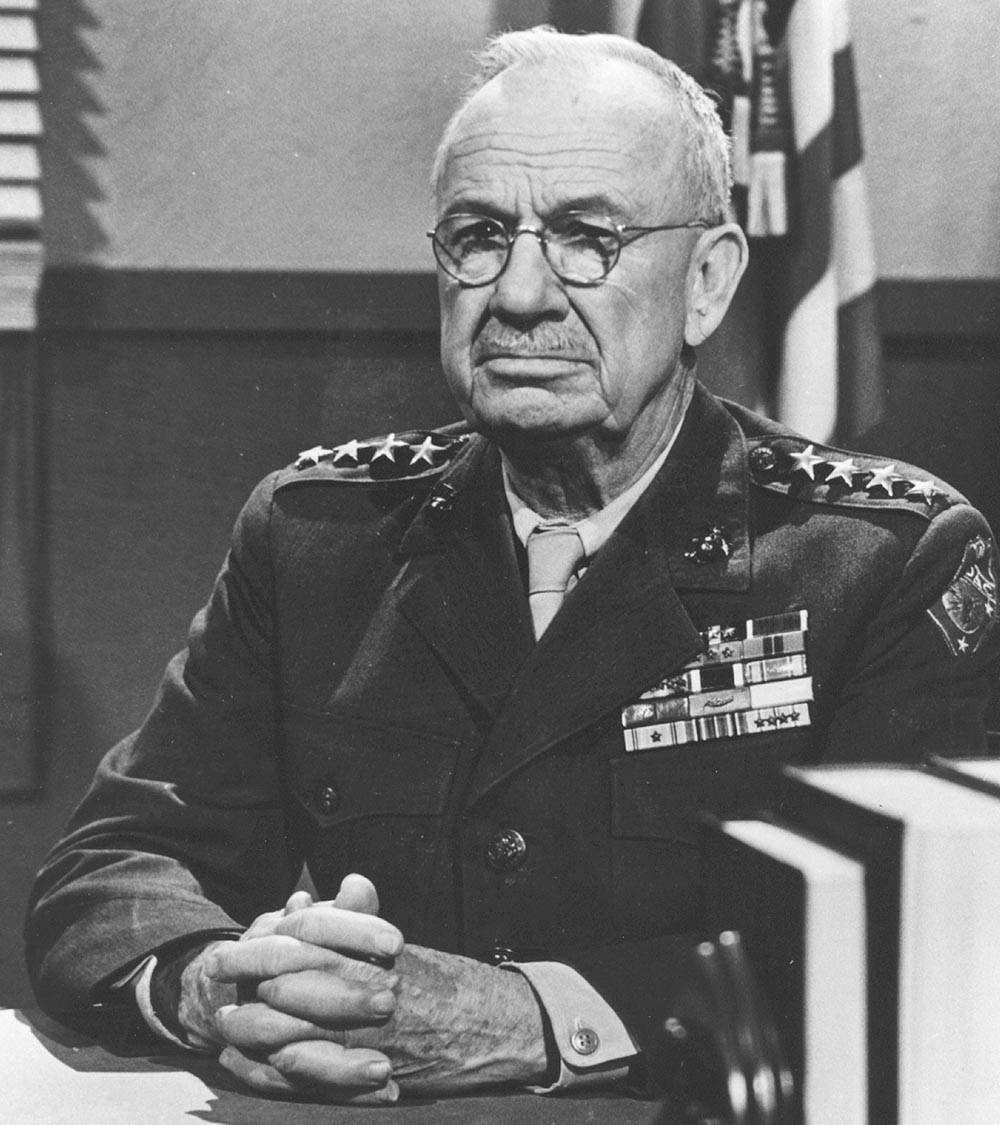
Il generale Holland Smith, comandante del VAC dal 25 agosto 1943 al 12 luglio 1944

In origine il Corpo dei Marine statunitense non aveva mai avuto alcuna unità militare organica permanente più grande di un reggimento, con questi ultimi occasionalmente riuniti in brigate provvisorie per svolgere specifiche campagne. La situazione iniziò a mutare nei primi anni 1930, quando al Corpo venne assegnata, come sua principale funzione strategica, la responsabilità di condurre le operazioni di guerra anfibia delle forze armate statunitensi; il 7 dicembre 1933, quindi, venne attivato il quartier generale della Fleet Marine Force (FMF): comando superiore subordinato direttamente al comandante in capo della United States Navy, la FMF controllava operativamente due brigate di marine (la 1st Brigade, destinata al supporto della Atlantic Fleet, e la 2nd Brigade, assegnata alla Pacific Fleet) e curava tutta la fase di addestramento e pianificazione delle operazioni anfibie. Con l'inizio della seconda guerra mondiale in Europa il Corpo dei Marine conobbe una rapida espansione negli organici e, il 1º febbraio 1941, le due brigate furono innalzate a livello di divisione divenendo la 1st e la 2nd Marine Division; piani per un'ulteriore espansione previdero la creazione di due "forze di spedizione" da assegnare alle due flotte, in pratica dei comandi di corpo d'armata composti ciascuno da due divisioni di marine integrate in un comando congiunto con una divisione dell'United States Army addestrata alla guerra anfibia, mentre la FMF fu destinata al ruolo di ente di coordinamento per l'addestramento alle operazioni anfibie. Il 13 giugno 1941 fu quindi attivato il I Corps (Provisional), U. S. Atlantic Fleet, divenuto nel marzo 1942, dopo vari cambi di designazione, Amphibious Corps, Atlantic Fleet e posto agli ordini del maggior generale Holland Smith; il similare comando per la flotta del Pacifico (Amphibious Corps, Pacific Fleet) fu invece attivato il 19 febbraio 1942 (poche settimane dopo l'attacco di Pearl Harbor e l'ingresso degli Stati Uniti nel conflitto) agli ordini del maggior generale Clayton Barney Vogel.
Nel corso del 1942 venne stabilito che lo US Army avrebbe assunto la direzione della condotta delle operazioni anfibie nel teatro di guerra dell'oceano Atlantico demandando invece al Corpo dei Marine quella delle operazioni nell'oceano Pacifico, il che comportò una riorganizzazione dei comandi del Corpo. Il quartier generale di Vogel fu ridesignato, nell'ottobre 1942, come I Marine Amphibious Corps e quindi inviato ad assumere il comando tattico delle unità dei marine impegnate in azione contro i giapponesi nel teatro del Pacifico sud-occidentale; contemporaneamente, il generale Smith e il suo stato maggiore lasciarono l'Atlantico e furono trasferiti a San Diego, subentrarono a Vogel nel ruolo di responsabili dell'Amphibious Corps, Pacific Fleet e assumendo la direzione delle operazioni di addestramento alle azioni anfibie nonché di amministrazione di tutte le unità dei Marine non assegnate al I Corps.
Mentre il I Amphibious Corps proseguiva le operazioni contro i giapponesi nel Pacifico sud-occidentale sotto l'egida del South West Pacific Area del generale Douglas MacArthur, la continua espansione numerica delle forze statunitensi rese possibile pianificare, per la seconda metà del 1943, l'apertura di un secondo fronte di conflitto con il Giappone nel Pacifico centrale sotto la direzione del Pacific Ocean Areas dell'ammiraglio Chester Nimitz. Il 23 agosto 1943 il comando del generale Smith fu quindi designato ufficialmente come V Amphibious Corps (VAC), con l'incarico tanto di ente amministrativo delle unità di marine assegnate al teatro del Pacifico centrale quanto di comando tattico per le operazioni anfibie dei Marine e dell'US Army nel corso della pianificata nuova offensiva di Nimitz; inizialmente di base a Camp Elliott vicino a San Diego, il quartier generale del VAC fu spostato a Pearl Harbor nelle Hawaii nel settembre 1943 in vista della fase di apertura dell'offensiva statunitense nel Pacifico centrale, l'assalto alle isole Gilbert.

### Principali operazioni

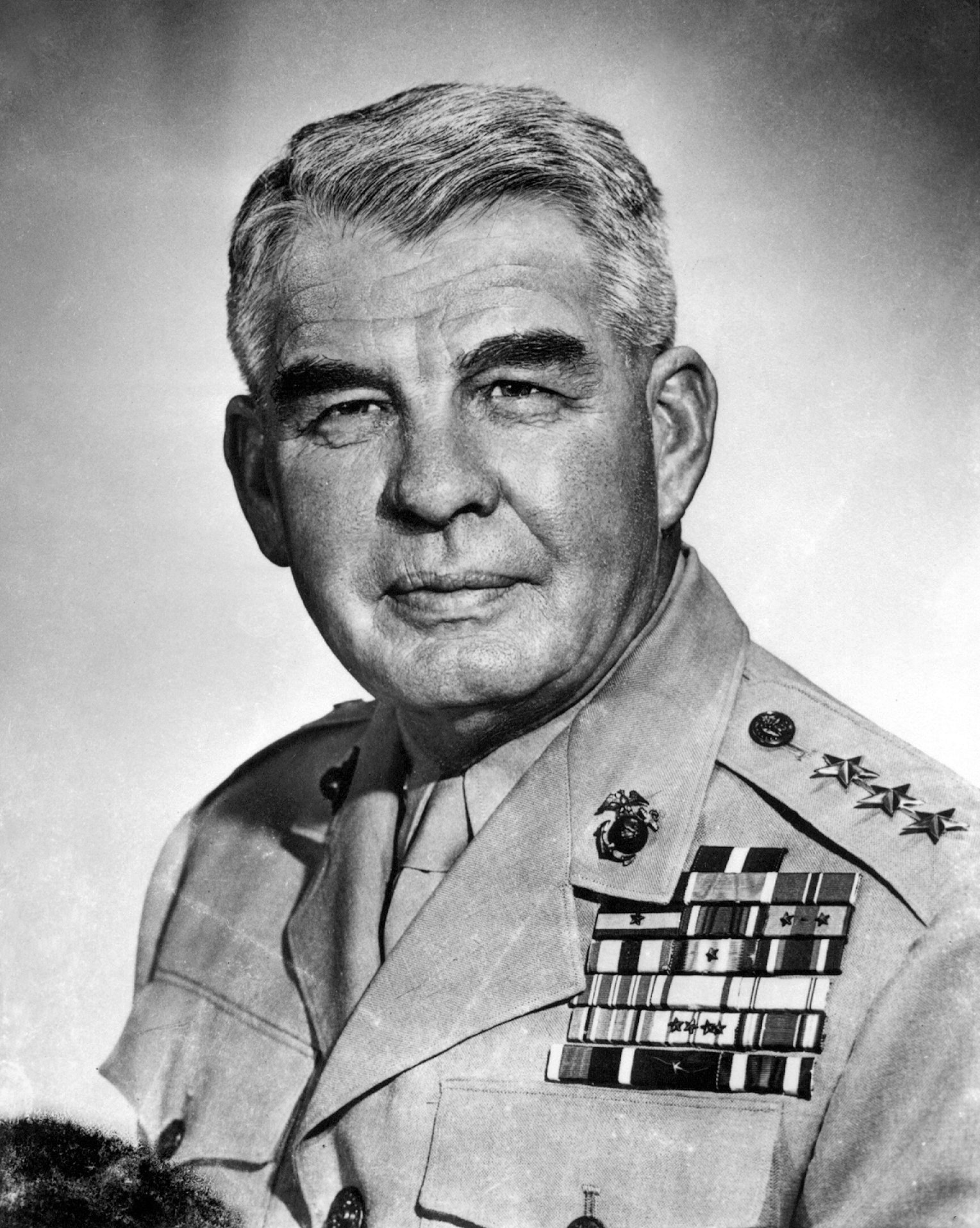
Il generale Harry Schmidt, comandante del VAC dal 15 luglio 1944 al 15 febbraio 1946

Tra il 20 e il 27 novembre 1943 il VAC del generale Smith diresse le operazioni di assalto anfibio e di conquista degli atolli delle Gilbert tenuti dalle guarnigioni giapponesi, azioni concretizzatesi nelle sanguinose battaglie di Makin e soprattutto di Tarawa; per questa operazione l'organico del VAC comprendeva la 2nd Marine Division e una divisione dell'Esercito, la 27th Infantry Division, oltre a varie unità di supporto tra cui un battaglione di veicoli da sbarco cingolati LVT e una compagnia di forze speciali per la ricognizione anfibia (VAC Amphibious Reconnaissance Company). L'attacco alle Gilbert fu seguito, tra il 31 gennaio e il 3 febbraio 1944, da un'offensiva delle forze di Nimitz contro alcuni atolli strategici nell'arcipelago delle isole Marshall, con il VAC di Smith che diede quindi l'assalto all'atollo di Kwajalein con una forza di combattimento composta dalla neonata 4th Marine Division e dalla 7th Infantry Division dell'Esercito; tra il 17 e il 23 febbraio seguenti, invece, il VAC coordinò la conquista dell'atollo di Eniwetok da parte di una forza ad hoc (Tactical Group 1), una brigata composita di truppe dei marine e dell'Esercito.
Con il progredire dell'offensiva nel Pacifico centrale le unità del I Marine Amphibious Corps distaccate in sostegno del comando di MacArthur furono riportare, nel marzo 1944, sotto il controllo di Nimitz in vista della successiva fase dell'operazione, l'assalto alle isole Marianne. Fu attuata una riorganizzazione dei comandi superiori del Corpo dei marine nel teatro, scorporando dal VAC le funzioni di amministrazione e sostegno logistico delle unità dei marine e demandandole a un nuovo ente, il V Amphibious Corps Marine Administrative Command, attivato nell'aprile 1944; contemporaneamente il I Marine Amphibious Corps, che divenne un comando puramente operativo demandando le funzioni amministrative e logistiche al nuovo ente, assunse la designazione di III Amphibious Corps (IIIAC). Il piano per la nuova campagna prevedeva l'attuazione di un'offensiva a due punte, con il VAC incaricato di occupare le isole di Saipan e Tinian mentre il IIIAC avrebbe attaccato Guam e, in seguito, le isole Palau; parte dello stato maggiore del VAC fu scorporato per dare vita a un nuovo comando superiore incaricato tanto di coordinare le operazioni dei due corpi d'armata (agendo quindi come un comando d'armata, pur non avendone la designazione) che di amministrare le unità dei marine schierate nel teatro operativo del Pacifico centrale (avendo sotto di sé anche il Marine Administrative Command): il quartier generale della Fleet Marine Force, Pacific (FMFPac) fu quindi attivato il 5 giugno 1944 sotto la guida di Holland Smith, promosso tenente generale. Smith diresse ancora il VAC nel corso della prima fase dell'offensiva nelle Marianne, per poi cederne il comando al generale Harry Schmidt il 12 luglio 1944.
Il 15 giugno 1944 il VAC diede inizio all'offensiva nelle Marianne attaccando Saipan con una forza di combattimento composta dalla 2nd e 4th Marine Division e dalla 27th Infantry Division dell'Esercito oltre a unità di trattori anfibi di supporto; gli scontri con la guarnigione giapponese proseguirono fino al 9 luglio seguente quando l'isola fu dichiarata sicura. Subito dopo, il 24 luglio la 2nd e 4th Marine Division diedero l'assalto a Tinian completando l'occupazione dell'isola per il 1º agosto seguente.
Concluse le operazioni nelle Marianne, il VAC rimase in riserva per alcuni mesi preparandosi al successivo balzo in direzione del Giappone, l'occupazione della piccola isola di Iwo Jima. Le forze di Schmidt diedero quindi l'assalto all'isola il 19 febbraio 1945 mettendo in campo tre divisioni di marine, la 3rd, 4th e la 5th Marine Division (quest'ultima al suo esordio operativo); la battaglia, estremamente dura e sanguinosa, proseguì fino al 26 marzo seguente quando l'isola cadde in mano agli statunitensi: nello scontro il VAC perse tra morti e feriti quasi il 30% del suo organico.
Iwo Jima fu l'ultima azione di combattimento del VAC nella guerra. Alla fine di marzo 1945 il quartier generale del VAC ricevette dal FMFPac l'ordine di preparare piani per un'offensiva nella parte meridionale dell'arcipelago delle Ryūkyū poi mai attuata; il 3 maggio fu ordinato al quartier generale del VAC di prepararsi a un'operazione offensiva a livello di armata lungo la costa della Cina, ma il 27 maggio queste disposizioni cambiarono ancora e il corpo d'armata fu inserito nei piani dell'operazione Downfall, la progettata invasione anfibia dello stesso Giappone. Subordinato alla Sixth United States Army del generale Walter Krueger il VAC avrebbe preso parte alla prima fase dell'invasione (operazione Olimpic), comprendente l'occupazione della parte meridionale della grande isola di Kyūshū, con una forza di combattimento di circa 80.000 tra marine e marinai suddivisi tra la 3rd, 4th (poi sostituita dalla 2nd) e 5th Marine Division. La resa dei giapponesi il 15 agosto 1945 seguente i bombardamenti atomici di Hiroshima e Nagasaki rese non necessaria l'invasione anfibia, e il VAC trascorse quindi la fine del 1945 impegnato in compiti di occupazione pacifica sul suolo dello stesso Giappone; il comando del corpo d'armata fu quindi disattivato e sciolto il 15 febbraio 1946.

## Ordine di battaglia
Novembre 1943
- 2nd Marine Division
- 4th Marine Division
- 7th Infantry Division
- 27th Infantry Division

Febbraio 1945
- 3rd Marine Division
- 4th Marine Division
- 5th Marine Division